# آب‌بندان ننوش
اب بندان ننوش، روستایی است از توابع بخش بندپی شرقی شهرستان بابل در استان مازندران ایران.

## جمعیت
این روستا در دهستان سجادرود قرار دارد و براساس سرشماری مرکز آمار ایران در سال ۱۳۸۵، جمعیت آن ۴۷ نفر (۱۱خانوار) بوده‌است. مردم این روستا به زبان طبری گویش میکنند.